# 15 років незалежності України (монета)
«15 ро́ків незале́жності Украї́ни» — ювілейна монета номіналом 5 гривень, випущена Національним банком України, присвячена 15-й річниці прийняття Верховною Радою України 24 серпня 1991 року Акта про незалежність України.
Монету введено в обіг 18 серпня 2006 року. Вона належить до серії «Відродження української державності».

## Опис монети та характеристики
| Номінал грн. | Метал      | Маса, г | Діаметр, мм | Якість виготовлення       | Гурт     | Тираж, штук |
| ------------ | ---------- | ------- | ----------- | ------------------------- | -------- | ----------- |
| 5            | нейзильбер | 16,54   | 35,0        | спеціальний анциркулейтед | рифлений | 75 000      |

### Аверс
На аверсі монети в намистовому колі зображено увінчану вінцем композицію, що втілює ідею соборності України: малий Державний Герб України в оточенні рослинного орнаменту підтримують лев та козак з мушкетом і кругові написи: «УКРАЇНА», «5 ГРИВЕНЬ», «2006 р.» та логотип Монетного двору Національного банку України.

### Реверс

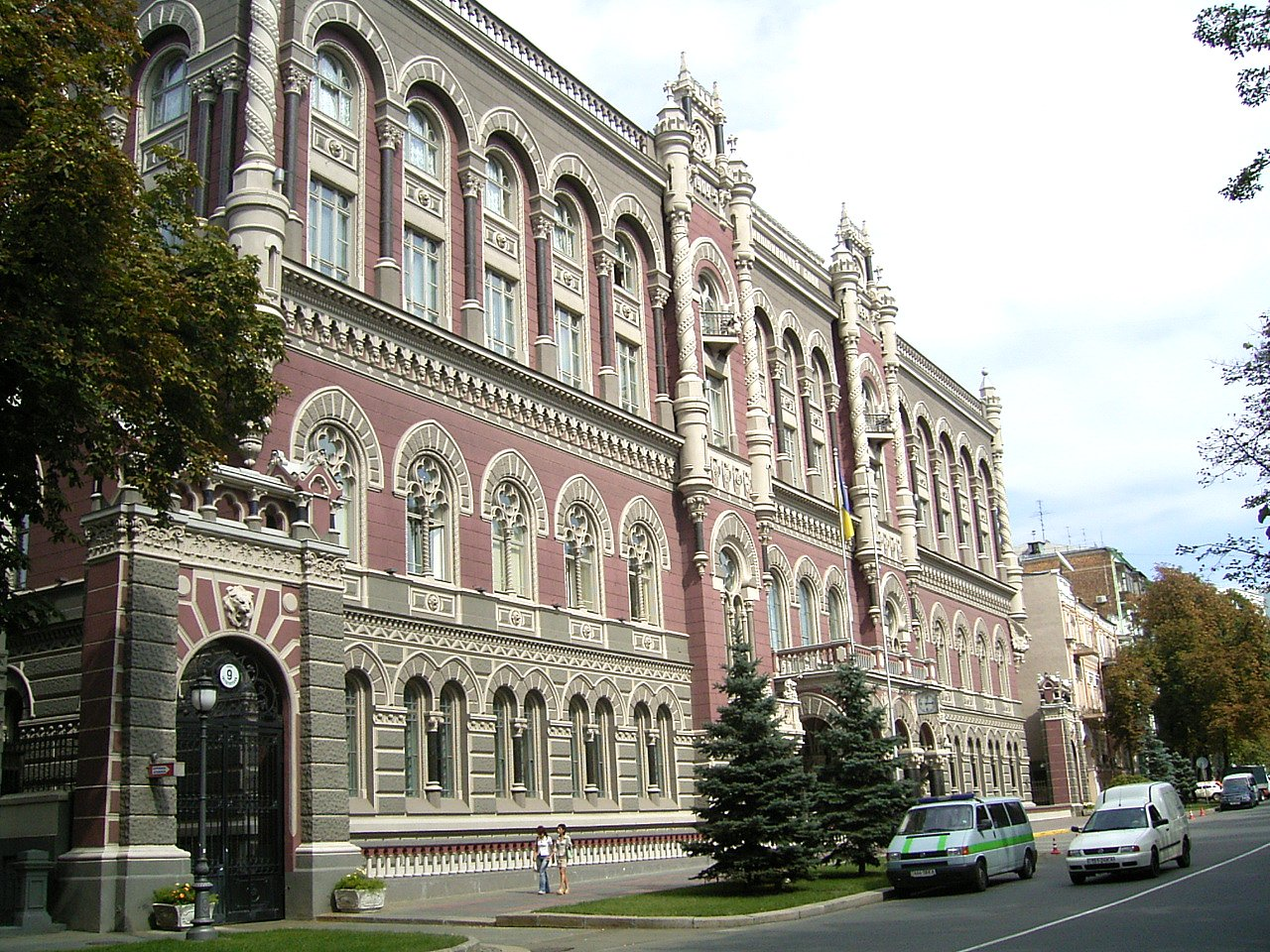
Будівля Національного банку України

На реверсі монети в намистовому колі на тлі карти України зображено будівлю Верховної Ради України та кругові написи: «УКРАЇНА/ 15 РОКІВ НЕЗАЛЕЖНОСТІ.».

## Автори
- Художники: Івахненко Олександр, Дем'яненко Володимир, Іваненко Святослав.
- Скульптори: Дем'яненко Володимир, Іваненко Святослав.

## Вартість монети
Ціна монети — 29 гривень, була вказана на сайті Національного банку України у 2016 році.
Фактична приблизна вартість монети з роками змінювалася так:
| Рік        | 2010 | 2011 | 2012 | 2013 | 2014 | 2015 | 2016 | 2017 | 2018 | 2019 | 2020 | 2021 | 2022 | 2023 | 2024 | 2025 |
| ---------- | ---- | ---- | ---- | ---- | ---- | ---- | ---- | ---- | ---- | ---- | ---- | ---- | ---- | ---- | ---- | ---- |
| Ціна, грн. | 25   | 25   | 25   | 30   | 32   | 45   | 55   | 65   | 70   | 70   | 75   | 90   | 160  | 250  | 360  | 380  |